# إميلي جيمس سميث بوتنام
إميلي جيمس سميث بوتنام (بالإنجليزية: Emily James Smith Putnam)‏ هي باحثة في تاريخ العصور الكلاسيكية وكاتِبة أمريكية، ولدت في 15 أبريل 1865 في كاناندياجو في الولايات المتحدة، وتوفيت في 1944.

## وصلات خارجية
- إميلي جيمس سميث بوتنام على موقع الموسوعة البريطانية (الإنجليزية)